# Karim Traïdia
Karim Traïdia (Besbes, 1959) è un regista algerino naturalizzato olandese.

## Biografia
È fratello dell'attore Hakim Traïdia.
Ha studiato sociologia a Parigi e si è trasferito nei Paesi Bassi nel 1979. Nel 1991 ha completato la sua formazione presso la Nederlandse Filmacademie.
si diploma presentando De onmacht. Il suo primo lungometraggio La sposa polacca ha vinto in patria il premio Gouden Kalf per la miglior regia ed è stato nominato ai Golden Globe Awards come miglior film straniero.

## Filmografia
- De Onmacht (1991)
- The Curse (1993)
- Aicha (1993)
- Lijdensweg (1994)
- Exil (1996)
- De woestijn en de zee (1996)
- La sposa polacca (1998)
- Les Diseurs de Vérité (2000)
- Verdrietig is verleden tijd (2005)
- Eilandgasten (2005)
- Dakira (2009)
- Vrij Spel (2010)
- Chroniques de mon Village (2016)
- Solar Eclipse, the depth of Darkness (2016)